# Били Томас
Били Томас (Шривпорт, Луизијана, 23. децембар 1975) је бивши амерички кошаркаш. Играо је на позицији бека. Познат је и по краткотрајном игрању у Црвеној звезди.

## Каријера
Колеџ каријеру провео је у Канзасу од 1994. до 1998. године. Са 269 погођених тројки поставио је рекорд универзитета који ће касније оборити Џеф Боши.
С обзиром да 1998. није драфтован, Били је започео интернационалну каријеру. Ипак 2005. године је забележио прве наступе у НБА лиги и то у тиму Њу Џерзи нетса. Одиграо је 25 утакмица и постизао просечно 3,7 поена по утакмици. Следеће године је одиграо и 17 утакмица за Вашингтон и постизао просечно 2,2 поена.
Лета 2006. године долази у Црвену звезду. У Јадранској лиги је одиграо 15 утакмица и постигао 194 поена, а у УЛЕБ купу 7 утакмица и укупно 71 поен. Пре свега је био сигуран у шутевима са дистанце. Међутим на полусезони је напустио тим и вратио се у САД под изговором да има приватне обавезе, али се није враћао.
24. децембра 2007. године потписује десетодневни уговор са Нетсима, а након тога и са Кливлендом. 2010. године је завршио каријеру играјући Д лигу.

### НБА статистика

#### Просечно по утакмици
| Сезона   | Екипа     | ОУ | СУ | МПУ  | ПШ%  | 3П%  | СБ%   | СПУ | АПУ | УПУ | БПУ | ППУ |
| -------- | --------- | -- | -- | ---- | ---- | ---- | ----- | --- | --- | --- | --- | --- |
| 2004/05. | Њу Џерзи  | 25 | 0  | 14.2 | .362 | .304 | .778  | 1.4 | .7  | .6  | .0  | 3.7 |
| 2005/06. | Вашингтон | 17 | 0  | 7.7  | .325 | .333 | 1.000 | .8  | .5  | .6  | .1  | 2.2 |
| 2007/08. | Њу Џерзи  | 4  | 0  | 2.0  | .000 | .000 | 1.000 | .0  | .0  | .0  | .0  | .5  |
| 2007/08. | Кливленд  | 7  | 0  | 4.9  | .286 | .308 | .000  | .3  | .0  | .1  | .0  | 1.7 |
| Каријера |           | 53 | 0  | 10.0 | .338 | .304 | .846  | 1.0 | .5  | .5  | .0  | 2.7 |

#### Плеј-оф
| Сезона   | Екипа     | ОУ | СУ | МПУ | ПШ%  | 3П%  | СБ%  | СПУ | АПУ | УПУ | БПУ | ППУ |
| -------- | --------- | -- | -- | --- | ---- | ---- | ---- | --- | --- | --- | --- | --- |
| 2005.    | Њу Џерзи  | 2  | 0  | 1.0 | .000 | .000 | .000 | .0  | .0  | .0  | .0  | .0  |
| 2006.    | Вашингтон | 3  | 0  | 4.7 | .000 | .000 | .500 | .3  | .0  | .0  | .0  | .7  |
| 2008.    | Кливленд  | 3  | 0  | 2.7 | .500 | .500 | .000 | .3  | .3  | .3  | .0  | 1.0 |
| Каријера |           | 8  | 0  | 3.0 | .100 | .167 | .500 | .3  | .1  | .1  | .0  | .6  |